# Augustin Louis Cauchy
Augustin Louis Cauchy (født 21. august 1789, død 23. maj 1857) var en fransk matematiker. Han startede på projektet, der skulle blive til stringente formuleringer af og beviser for infinitesimalregningens teoremer, og han var således blandt matematisk analyses pionerer. Han bidrog yderligere med adskillige vigtige teoremer i kompleks analyse og var den første til at studere permutationsgrupper. Cauchys dybdegående men letforståelige metoder var skyld i, at han havde stor indflydelse på både samtidige og efterfølgende matematikeres arbejde.